# King of the Dudes
King of the Dudes je čtyřpísňové extended play americké rockové skupiny Sunflower Bean. Vydáno bylo v lednu roku 2019 společnostmi Mom + Pop Music a Lucky Number na 12" gramofonové desce v limitovaném počtu 750 kusů. Producentem alba je Justin Raisen, který je zároveň spoluautorem všech písní. Na produkci se částečně podílel také Yves Rothman. Album masteroval Mike Bozzi. Nahráno bylo v Raisenově studiu v Los Angeles v roce 2018.

## Seznam skladeb
Autory skladeb jsou Jacob Faber, Julia Cumming, Nick Kivlen a Justin Raisen.
| Pořadí | Název             | Délka |
| ------ | ----------------- | ----- |
| 1.     | King of the Dudes | 2:57  |
| 2.     | Come for Me       | 3:29  |
| 3.     | Fear City         | 3:21  |
| 4.     | The Big One       | 2:16  |